# Monte Incudine
Pour les articles homonymes, voir Incudine.
Le Monte Incudine (en corse : l'Alcùdina, littéralement « l'enclume ») est un sommet de Corse-du-Sud s'élevant à 2 134 m d'altitude, entre les communes de Zicavo et de Quenza. 
Souvent enneigé jusqu'en mai, c'est en allant vers le sud le dernier grand sommet de la chaîne corse, laquelle s'abaisse ensuite progressivement vers le massif de Bavella (1 550 à 1 850 m), le massif de l'Ospedale (1 200 à 1 400 m) puis la montagne de Cagna (1 000 à 1 300 m).

## Situation paysagère

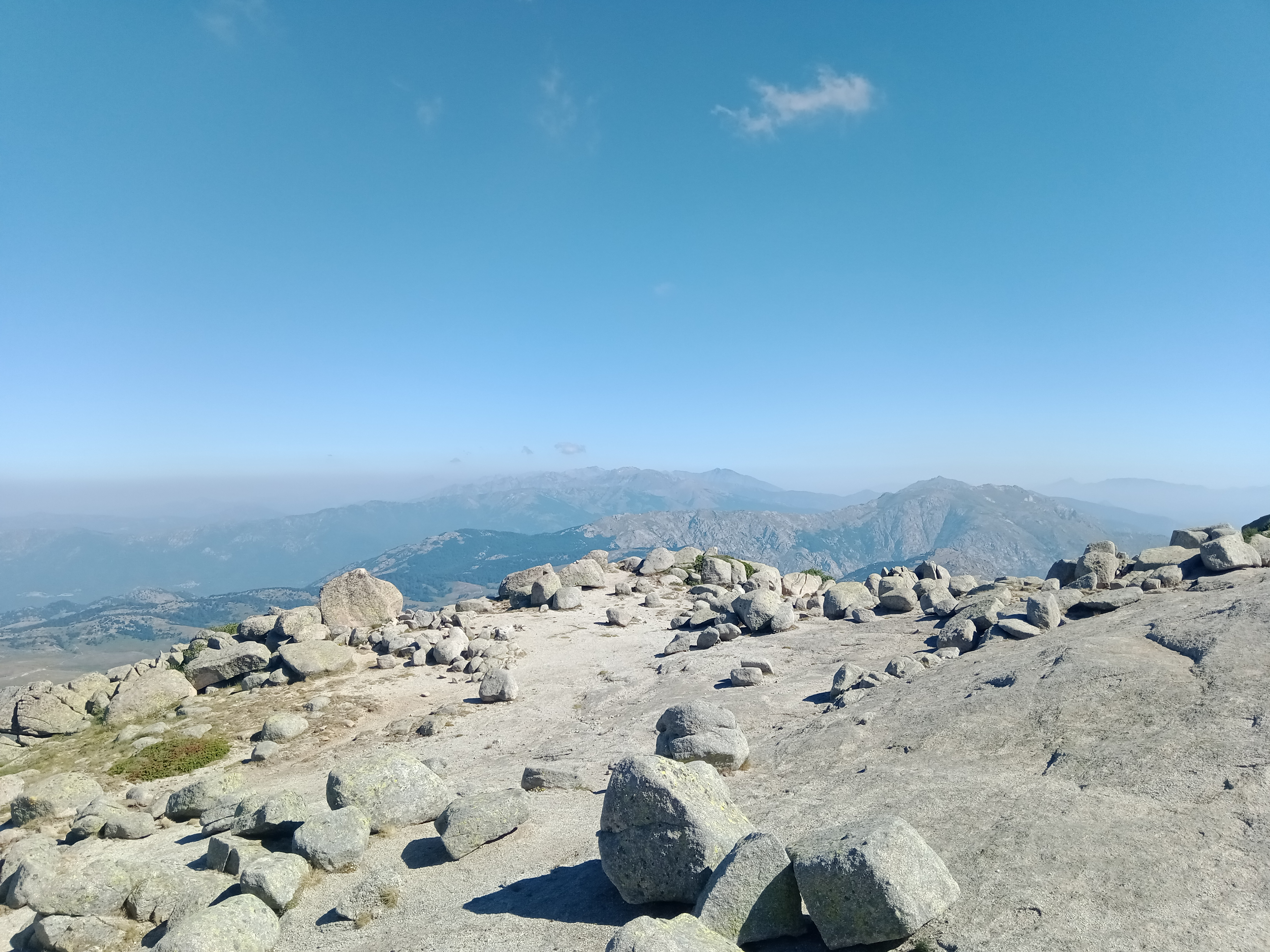
Vue vers le nord en direction du Monte Renoso depuis le sommet du Monte Incudine.

Le Monte Incudine est le point culminant du massif du Monte Incudine. Il est le haut point central de l'un des ensembles paysagers de Corse, le « massif de Bavella - Cuscionu » [1.07]. Celui-ci comprend les unités paysagères du plateau du Coscione, de la vallée d'Asinao, de la vallée de la Luvana et Tova et du massif de Bavella.

## Accès
Plusieurs accès sont possibles vers le sommet, aux parcours plus ou moins longs, plus ou moins exigeants, avec ou sans étapes.
Le sommet est un passage d’excursion possible pour le randonneur du GR20, soit par la variante alpine, soit par le GR20 principal en effectuant un détour de 1,2 km aller-retour vers le sommet par la variante alpine depuis Bocca Stazzunara.

### Par le col de Bavella

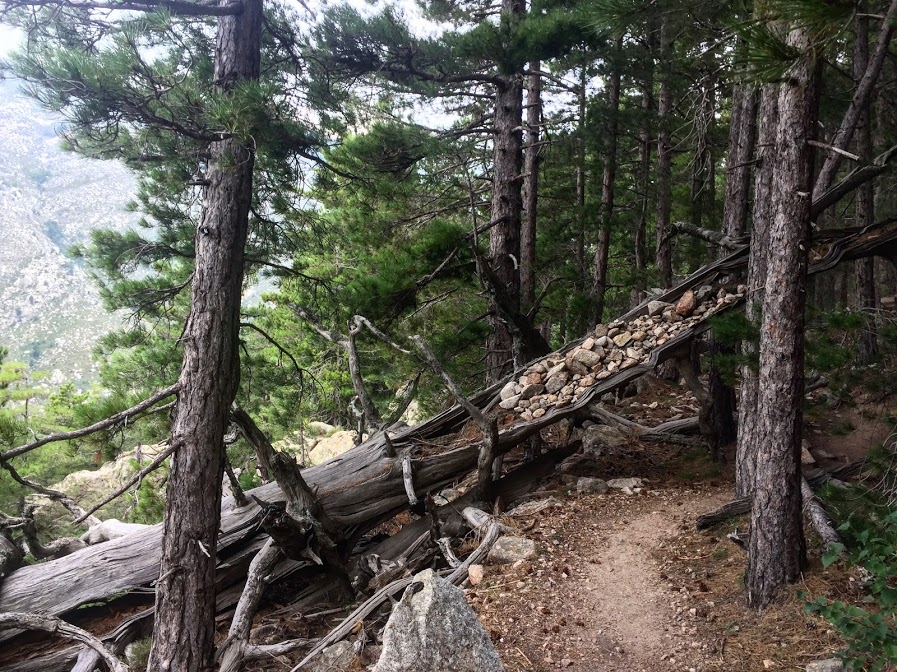
Le GR 20 depuis le col de Bavella dans la vallée d'Asinao au sud du Monte Incudine.

En empruntant le sentier de grande randonnée 20 par les aiguilles de Bavella.

#### Depuis le col de Bavella
Il faut compter 18 km aller-retour et au moins 6 heures de marche alternée de course (trail) depuis le col de Bavella en passant par la variante alpine des aiguilles de Bavella.

#### Depuis le refuge d'Asinau
L'accès le plus court de 4 km aller-retour s'effectue depuis le refuge d'Asinau accessible depuis le col de Bavella. Le refuge se trouve en contrebas au sud-est du sommet et est une des étapes du GR20. Depuis le refuge, l'accès s'effectue par Bocca Stazzunara, puis via la variante alpine vers le sommet.

### Par la vallée d'Asinao

#### Depuis Prugna
Par le sud, une route permet l'accès depuis Zonza ou Quenza vers le départ à partir de Prugna. L'accès depuis Prugna s'effectue par un itinéraire à pied de 21 km aller-retour empruntant la piste jusqu’au refuge d'Asinao, puis via Bocca Stazzunara, puis via la variante alpine vers le sommet.

### Par le plateau du Coscione

#### Depuis Quenza
Par le sud du plateau du Coscione, une route permet l'accès depuis Quenza vers le départ à partir de l'ancien gîte d'étape de Bucchinera. L'accès à pied depuis le gîte s'effectue par un itinéraire de montagne de 14 km aller-retour sans difficulté particulière en empruntant le sentier des Bergers du plateau du Coscione jusqu’aux bergeries de Chiralbella, puis via le GR20 de Bocca di Chiralba à Bocca Stazzunara, puis via la variante alpine vers le sommet.

#### Depuis Matalza

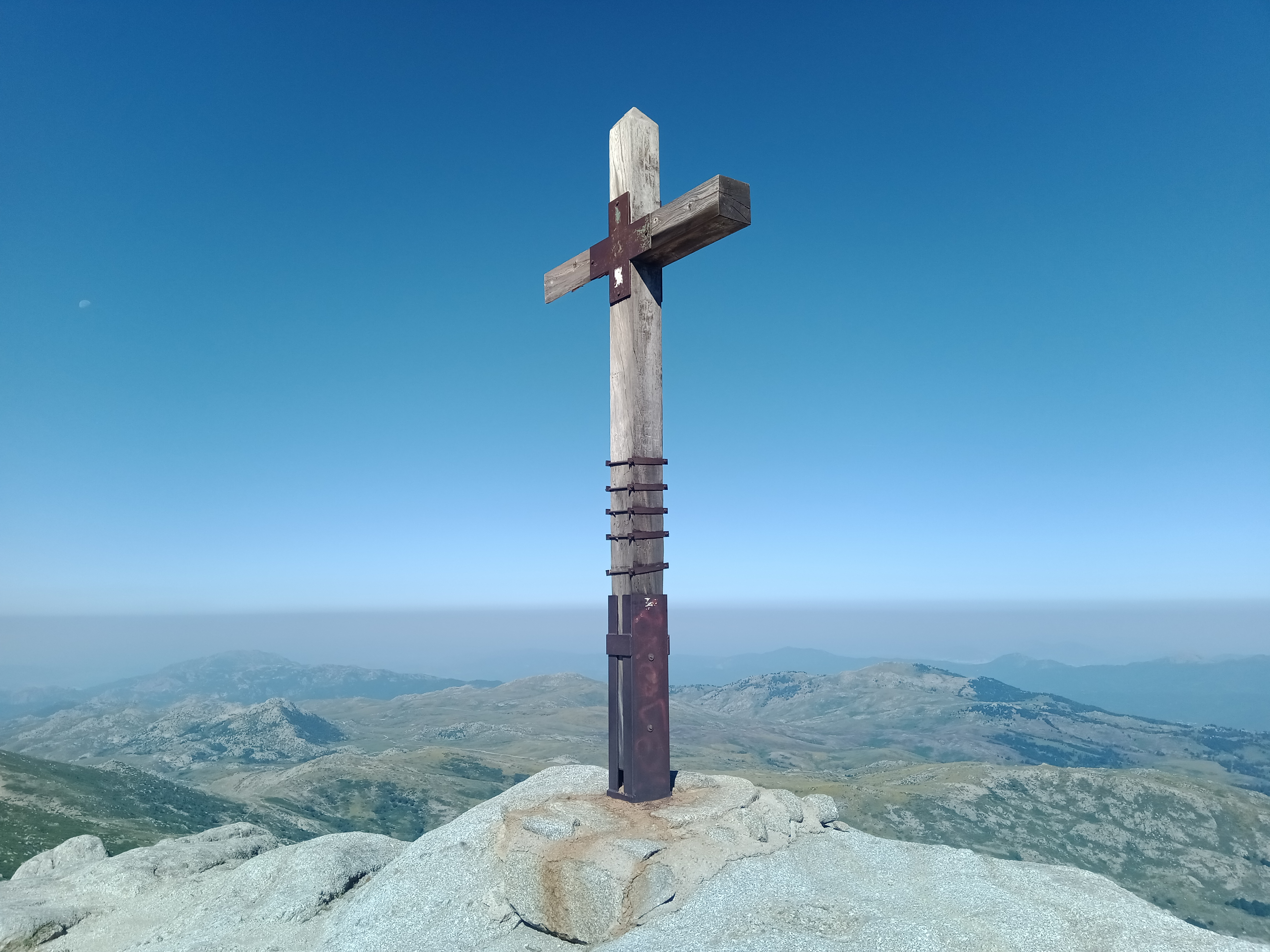
La croix sommitale du Monte Incudine avec en arrière plan le plateau du Coscione.

Par le nord du plateau du Coscione, une route permet l'accès depuis Olivese ou Zicavo vers le départ à partir de la chapelle de San Petru proche du refuge de Matalza. L'accès depuis le refuge s'effectue soit par un itinéraire à pied de 19 km aller-retour empruntant le GR20 principal, soit par un itinéraire de 18 km aller-retour empruntant la variante alpine.

### Par la vallée de Tova

#### Depuis Solaro
Par l'est, une route permet l'accès depuis Solaro vers le départ depuis l'ancienne maison forestière de Tova. L'accès depuis la maison forestière s'effectue par un itinéraire à pied de 26 km aller-retour par les bergeries de Tova, Bocca d'Asinao, le refuge d'Asinao, Bocca Stazzunara, puis via la variante alpine vers le sommet. Une étape au refuge d'Asinao peut être une option moins exigeante.